# Ernest de Saxe
Pour les articles homonymes, voir Ernest de Saxe (1831-1847).
Ernest, né à Meissen le 24 janvier 1441 et mort le 26 août 1486 à Colditz, est électeur de Saxe et landgrave de Thuringe de 1464 à sa mort. Il est l'ancêtre de la branche ernestine de la dynastie des Wettin régnant sur les duchés saxons jusqu'en 1918. 

## Biographie
Ernest est le deuxième fils de Frédéric II de Saxe (1412-1464) et de son épouse Marguerite d'Autriche († 1486), fille du duc Ernest d'Autriche et sœur cadette de l'empereur Frédéric III. Frédéric II de Saxe, électeur depuis 1428, avait hérité en 1440 du landgraviat de Thuringe de Frédéric le Pacifique (cousin de son père). Lors d'une division des biens de la maison de Wettin à Altenbourg en 1445, son frère cadet Guillaume (1425-1482) reçoit la Thuringe, tandis que Frédéric II lui-même maintenait la dignité électorale. 
Un différend sur le partage des domaines conduit en 1446 à la « guerre fratricide de Saxe » qui ne se termine que par la paix de Naumburg le 27 janvier 1451. En 1455, le noble saxon Kunz de Kauffunge enlève le jeune Ernest et son frère Albert III pour faire valoir ses demandes de dommages-intérêts, mais sans succès.
Ernest succède à son père en 1464, avec son frère cadet Albert comme co-régent. Il s'avère un souverain capable : le commerce et l'artisanat dans les villes de Meissen et de Dresde prospèrent ; en 1466, le roi Georges de Bohême lui cède le Vogtland au sud-ouest. L'électeur parvient également à ce que son fils Ernest II soit désigné archevêque de Magdebourg par dispense du pape Sixte IV en 1478. Son troisième fils, Adalbert, est nommé administrateur de l'archevêché de Mayence en 1482. Les villes d'Erfurt et de Quedlinbourg avec son abbaye restent sous l'influence des Wettin.

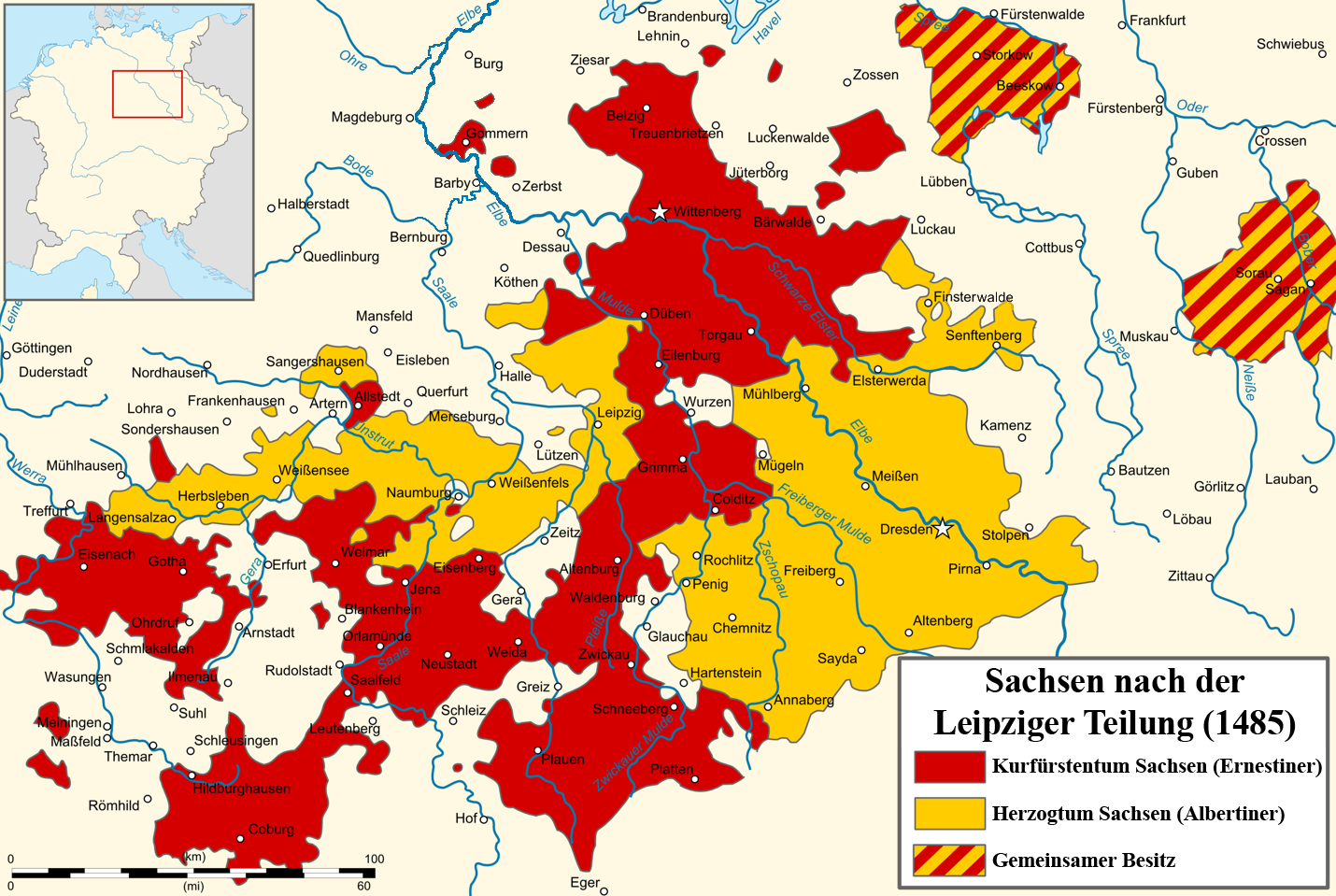
Les domaines des Wettin après la division de 1485.

À la mort du landgrave Guillaume en 1482, la Thuringe retourne aux fils de Frédéric II de Saxe. Le patrimoine familial est réunifié ; toutefois, les frères ne réussissent pas à se mettre d'accord sur la gestion commune. Le 26 août 1485 à Leipzig, la maison de Wettin se divise définitivement en deux branches quand Ernest et Albert se partagent l'héritage : Albert III prend le territoire de l'ancien margraviat de Misnie et de l’Osterland, ainsi qu'une bande du nord de la Thuringe autour de Weißensee, Langensalza et Sangerhausen ; Ernest conserve la dignité électorale de l'ancien duché de Saxe-Wittemberg et la plupart de la Thuringe autour de Weimar. Par conséquent, la branche albertine gouverne le duché de Saxe, tandis que la branche ernestine règne sur l'électorat de Saxe. Cette partition, reconnue par l'empereur Frédéric III l'année suivante, affaiblit durablement la compétitivité des Wettin, notamment envers la maison de Hohenzollern en Brandebourg et Prusse.
Dans le domaine impérial, Ernest cherche toujours à entretenir de bonnes relations avec le royaume de Bohême, son voisin du sud ; cette gestion se révèle difficile, notamment après l'arrivée au pouvoir de Matthias Corvin en 1469. Dans l'est, les Wettin ont pu acquérir le duché de Sagan en Silésie en 1472 ; plus tard, l'acquisition des seigneuries de Beeskow et Storkow en Basse-Lusace entraîne un conflit avec les électeurs de Brandebourg.
Ernest meurt le 26 août 1486, des suites d'une chute de cheval près de Colditz. Quelques mois auparavant, il avait soutenu l'élection de l'archiduc Maximilien d'Autriche, fils de l'empereur Frédéric III, en tant que roi des Romains. L'électeur est enterre dans la cathédrale de Meissen.

## Mariage et descendance
Le 19 novembre 1460 à Leipzig, Ernest de Saxe épousa Élisabeth de Wittelsbach (1443-1484), fille du duc Albert III de Bavière. Sept enfants sont nés de cette union :
- Christine (1461-1521), en 1478 elle épouse le futur roi de Danemark et de Norvège Jean Ier, fils du roi Christian Ier de Danemark ;
- Frédéric III de Saxe, dit le Sage (1463-1525), électeur de Saxe ;
- Ernest II (1464-1513), il entre dans les ordres et est prince-archevêque de Magdebourg, administrateur de Halberstadt ;
- Albert (en) (1467-1484), administrateur de Mayence ;
- Jean Ier, dit le Constant ou l'Assuré (1468-1532), électeur de Saxe ;
- Marguerite (en) (1469-1528), en 1487 elle épouse le duc Henri Ier de Brunswick-Lunebourg ;
- Wolfgang (1473-1478).

## Branche ernestine
Avec la conclusion de la partition de Leipzig en 1485, l'électeur Ernest de Saxe devient le fondateur de la branche ernestine de la dynastie des Wettin. Après leur défaite lors de la guerre de Smalkalde, par la capitulation de Wittemberg en 1547, les Ernestins cèdent leur dignité électorale au duc Maurice de Saxe de la branche albertine. 
La branche ernestine ne garde que des domaines en Thuringe autour de Weimar. De là sont issues les maisons de :
- Saxe-Altenbourg, dont le premier duc est Jean-Philippe de Saxe-Altenbourg (1562-1602) ;
- Saxe-Weimar, le premier duc de la lignée des Saxe-Weimar est Jean-Frédéric Ier de Saxe, duc de Saxe-Weimar ;
- Saxe-Eisenach, le premier duc de la lignée des Saxe-Eisenach est Jean-Ernest de Saxe-Eisenach (1566-1638) ;
- Saxe-Weimar-Eisenach, le premier duc de cette lignée est le duc Ernest-Auguste Ier de Saxe-Weimar-Eisenach (1688-1605) issu lui-même de la lignée des Saxe-Weimar ;
- Saxe-Gotha, le premier duc de la lignée des Saxe-Gotha est Ernest Ier de Saxe-Gotha (1601-1675), il fonde la seconde branche de la maison de Wettin ;
- Saxe-Meiningen, le premier duc de la lignée des Saxe-Meiningen est Bernard Ier de Saxe-Meiningen (1649-1706), il fonde la troisième branche de la Maison de Wettin ;
- Saxe-Hildburghausen, le premier duc de la lignée Saxe-Hildburghausen est Ernest III de Saxe-Hildburghausen (1665-1715), il fonde la quatrième branche de la Maison de Wettin ;
- Saxe-Cobourg-Saalfeld, le premier duc de la lignée des Saxe-Cobourg-Saalfeld est Jean-Ernest de Saxe-Saalfeld (1658-1729), il fonde la cinquième branche de la Maison de Wettin.
- Saxe-Cobourg et Gotha, le premier duc de la lignée des Saxe-Cobourg et Gotha est Ernest Ier de Saxe-Cobourg et Gotha (1784-1844) (dernier duc de Saxe-Cobourg-Saalfeld sous le nom d'Ernest III de 1806 à 1826, puis premier duc de Saxe-Cobourg et Gotha sous le nom d'Ernest Ier de 1826 à sa mort), il fonde la sixième branche de la Maison de Wettin.

Ces différentes Maisons donnent les familles royales suivantes :
- Saxe-Cobourg-Gotha (Windsor) en 1840, famille royale de Grande-Bretagne (mariage de Victoria avec Albert de Saxe-Cobourg-Gotha) ;
- Saxe-Cobourg-Gotha (1836), famille royale du Portugal (mariage de Ferdinand II de Saxe-Cobourg-Gotha (Ferdinand II) avec Marie II) ;
- Saxe-Cobourg-Gotha (1887), famille royale de Bulgarie (mariage d'Auguste de Saxe-Cobourg et Gotha avec Clémentine d'Orléans) ;
- Saxe-Cobourg-Saalfeld (1830), famille royale de Belgique (Léopold Ier).